# 栢木寛照 熱血説法 こころのラジオ
『栢木寛照 熱血説法 こころのラジオ』（かやきかんしょうねっけつせっぽうこころのらじお）は、KBS京都で放送中のラジオ番組。ナイター期 月曜 19:00 - 20:00、ナイターオフ期 木曜 18:00 - 19:00。

## パーソナリティ
- 栢木寛照（かやき かんしょう、1946年3月13日 - ） 
  - 滋賀県甲賀郡伴谷村（現・甲賀市）生まれ。男5人兄弟。[要出典]高校卒業後、大学に進学するが中退。サラリーマンを少し経験。三枝の愛ラブ!爆笑クリニックなど多数のバラエティー番組に出演。1996年10月、第41回衆議院議員総選挙に滋賀県第3区から立候補し、落選。大津市在住。既婚。年の離れた妻との間に娘がいる。柔道を少しかじっていた。関西の大手運送会社社長の依頼で、マイケル・ジャクソンの招聘実現に向けて真剣に動いていたが、東京（朝堂院大覚）に先を越された高山登久太郎とのトークショーは滋賀県警に阻まれた。師匠は叡南覚照大阿闍梨。趣味は祇園や北新地のクラブで遊ぶこと、ダンヒルやバリーやニナ・リッチなどの高級ブランド品のバッグ、万年筆、腕時計の収集、大型犬飼育（過去、ドーベルマンなど数十匹）。[要出典]同類に織田無道。
- 海平和（アシスタント、KBS京都アナウンサー）

## コーナー
- 心のお客様　
  - 栢木寛照さんの幅広い交遊録の中からゲストを招き話を聞く。
- 心の1曲　
  - 人生の思い出の1曲、人生観を変えた1曲をエピソードとともに紹介する。
- 親子の心　
  - 家庭、職場、交友関係。人と人が関わる上で少なからず生まれる誤解。もつれてしまった糸のほどき方を栢木寛照が一緒に考える。
- 栢木の心
  - 世知辛い今の世に向けて栢木寛照が熱血説法。持論に「挨拶できない人間は人間のカス」。「栢木かやき」を間違って「柏木かしわぎ」と呼ばれると激怒し、手紙を送りつけ抗議する。

## 過去のゲスト
心のお客様
- 桂きん枝（初回ゲスト 電話での出演）
- 桂春之輔（電話での出演）
- 河内家菊水丸
- 二代目森乃福郎
- 桂文福
- 越前屋俵太
- ヴォーカルグループAVALON（栗崎博光、森崎真知子、大倉美子）
- 中条きよし
- 星由里子